# マネジメント・バイアウト
マネジメント・バイアウト（英: management buyout、MBO）は経営陣（マネジメント）による自社の買収（バイアウト）である。
MBOでは会社が株主から自社株式を譲り受けたり、事業部門統括者が当該事業部門を事業譲渡されたりすることで、オーナー経営者として独立する。経営陣による買収、他者買収への対抗策、「雇われ社長」として経営参画した者が自己所有化する場合など多様な場面で用いられ、会社商号や屋号などを継承する場合も多く、いわゆる「のれん分け」に用いられる場合もある。
経営陣ではなく従業員が株式を譲受る場合をエンプロイー・バイアウト（英: employee buyout）、経営陣と従業員が共同で株式を譲受る場合をMEBO（英: management and employee buyout）、買収後に経営陣を外部から招聘するレバレッジド・バイアウトをマネジメント・バイ・イン（英: management buy-in）と呼称する。

## 概説
一般的には経営陣による企業買収をいうが、文脈や論者により違いがあると指摘されている。
レバレッジド・バイアウト（LBO）との関係については、買収側が自社内であればMBO、第三者であればLBOとする見方もあるが、スキームが似ていることからMBOをLBOの一種とすることもある。
マネジメント・バイアウト（MBO）の「バイアウト」とは株主となって所有権を取得する買収形態をいう。アメリカでは1975年から1980年代にかけてバイアウトとしてレバレッジド・バイアウト（LBO）がMBOに先行して行われた経緯がある。その後、アメリカではMBOの概念がLBOの一種として扱われ、買収グループに内部の経営陣が参加していればMBOに含む曖昧なものになっている。
一方、マネジメント・バイアウト（MBO）という用語そのものは1980年にイギリスで作り出された。イギリスでは「バイアウト」に含まれる買収形態を、企業内部者主導のMBO、MEBO（management and employee buyout）、EBO（employee buyout）と、企業外部者主導のBIMBO（hybrid buy-in/management buyout）、MBI（management buy-in）、IBO（investor-led buyout）に区別しており、イギリスの概念では経営陣に主導性がない場合や所有権獲得への意欲がないものはMBOには含まれないと考えられている。
日本でMBOが認識され始めたのは1990年代終盤で、アメリカとイギリスの両方から影響を受けたが、MBOの概念に関してはアメリカの影響を強く受けていると指摘されている。ただし実態としてはそれ以前から、MBOに相当するような形での企業買収・独立は度々行われていた（東洋水産、ミロク情報サービスなど）。

## 形態
以下のようなパターンがあるとされる。
- 親会社の経営者が株式市場で自社の株式を取得して非公開企業とするパターン[3]。
- 子会社の経営者が自社の株式を取得して独立するパターン[3]。
- 事業部長などが会社の事業部門を買収して独立するパターン[3]。

ただし、事業譲渡により行われるものと株式取得により行われるものとでは多くの点で違いがある。
MBOに必要な資金は、本来であれば会社を買い取る側の経営陣の自己資金によるべきであるが、買収する側（経営陣）が買収に十分な資金を持っていない場合、実際にはいわゆるプライベート・エクイティ・ファンド（PE）などの協力を仰ぐのが一般的で、MBOの結果、資本的にはPE等が主宰する投資組合が大株主となるケースが多く見られる。
経営陣の自己資金の提供が小さく、投資ファンドの提供資金の比率が相対的に大きい場合、実質的には投資ファンドによる上場会社の買収になっていて経営陣は「雇われ経営者」として残っているにすぎない場合があり「擬似MBO」として一般的な意味のMBO「真性MBO」と分けて議論する見方がある。
特に疑似MBOにおいて、MBOから一定期間経過後も経営状況が好転しない場合、大株主であるPEが経営陣を解任し、PEの意向に沿う新たな経営者を招聘する例も有る（すかいらーくが代表例）。これはMBOと言いつつも、実際には経営陣が当該企業のオーナーたり得ていないために起こる事象であり、一部にはこのような「実態はPEが経営権を握るMBO」を「名ばかりMBO」として批判する意見 や、「創業者が自ら保有する株式を現金化する手段としてMBOが隠れ蓑的に使われている」という意見 も出てきている。

## 動機
MBOなどのバイアウトによって企業価値が上昇する源泉に関しては、節税仮説、富の移転仮説、フリー・キャッシュ・フロー仮説、エージェンシー・コスト仮説、企業組織形態仮説、株式過小評価仮説、経営者インセンティブ強化仮説などがある。
アメリカでは借入利子に対する課税控除の節税の恩恵を受けたり、株価の株式市場での過小評価されていることが結び付き、MBOが促進されているとみられている。
また、敵対的買収の対抗策として閉鎖会社化したり、コングロマリットの分割（日本ではのれん分け）に用いられる場合もある。
会社が上場を維持する必要がない場合もあり、特に非上場会社に投資するプライベート・エクイティ・ファンドが増え、非上場会社の資金調達の手法が多様化しており、資金調達において上場会社であることの相対的優位性が薄れてきていることも背景にある。
事業承継で後継者がオーナー株主（主に現経営者）から株式を買い取る手法を用いる事業承継型MBOもある。

## メリット・デメリット

### メリット
- 経営陣のメリット
  - 短期的な業績に左右されることなく、中長期的な迅速かつ機動的な経営ができる[1]。
  - 上場を廃止することで、敵対的買収のリスクを回避できる[1]。
- 会社側のメリット
  - 上場を廃止することで、株主総会の開催や有価証券報告書の作成などのコストを削減できる[1]。
  - 上場会社で要求される情報開示の必要性がなくなり、企業秘密など経営上重要な情報が公開されるのを防ぐことができる[1]。
- 市場のメリット
  - 会社が株式市場からの資金を効率的に活用できていないとみられる場合、上場を維持されるよりも、その資金が新たな投資先に振り向けられるようにしてもらったほうが望ましいという考え方[1]。

### デメリット
- 非上場化することで、経営に対する監視機能が低下する懸念がある。
- 非上場化の過程で取締役の利益相反などの問題が生じる[1]。